# Простір (телесеріал, сезон 1)
Перший сезон телесеріалу «Простір» приблизно повторює події першої половини книги «І прокинеться Левіафан». Трансляція першого епізоду відбулася 23 листопада 2015-го онлайн, 14 грудня 2015-го на каналі Syfy. На сайті «Rotten Tomatoes» 1-й сезон отримав 79 % схвалення при 48 відгуках. В резюме сказано: «„The Expanse“ поєднує елементи наукової фантастики та детективного нуару в візуально переконливе ціле, хоча потрібно кілька епізодів, щоб історія захопила інтригу глядачів.»

## У ролях
| Актор            | Роль                |
| ---------------- | ------------------- |
| Томас Джейн      | Джо Міллер          |
| Стівен Стрейт    | Джим Голден         |
| Кас Анвар        | Алекс Камал         |
| Домінік Тіппер   | Наомі Нагата        |
| Вес Четем        | Амос Бартон         |
| Пауло Костанцо   | Шед Гарві           |
| Флоранс Февр     | Джулі Мао           |
| Шогре Аґдашлу    | Крісджен Авасарала  |
| Джей Ернандес    | Дмітрі Гавелок      |
| Лола Глаудіні    | Шаддід              |
| Афіна Карканіс   | Октавія Мас         |
| Браян Джордж     | Арджун Авасарала    |
| Джо Пінг         | капітан Макдауелл   |
| Крістен Гаґер    | Аде Найгаард        |
| Джуліан Річінгс  | Варгас              |
| Джонатан Бенкс   | виконавчий директор |
| Шон Дойл         | Садавір Еррінрайт   |
| Джей Ернандес    | Дімітрій Гейвлок    |
| Франсуа Шо       | Жуль-П'єр Мао       |
| Кеннет Велш      | Франклін Деграаф    |
| Джаред Гарріс    | Андерсон Доуз       |
| Ґреґ Брик        | Лопес               |
| Чад Коулмен      | Фред Джонсон        |
| Россіф Сазерленд | Невіл Бош           |
| Еліас Туфексіс   | Кензо               |
| Деніел Кеш       | Ентоні Дрезден      |
| Алекс Карзіс     | Матео               |
| Френсіс Фішер    | Еліз Холден         |
| Кевін Ганчард    | Сематімба           |
| Мартін Роуч      | адмірал Сазер       |

## Епізод
| № п/п | № в сезоні | Назва                                      | Режисер         | Сценарист                               | Оригінальний показ | Оригінальний показ українською | Код            | Рейтинг        |
| --- | ---------- | ------------------------------------------ | --------------- | --------------------------------------- | ------------------ | ------------------------------ | -------------- | -------------- |
| 1 | 1          | «Dulcinea» «Дульсінея»                     | Террі Макдона   | Тай Франк; Даніель Абрахам; Марк Фергус | 14 грудня 2015     | Буде оголошено                 | Буде оголошено | Буде визначено |
| Джулі Мао перебуває одна на борту космічного корабля. На карликовій планеті Церера детективу Міллеру доручено знайти Мао та повернути її багатим батькам на Місяць. У Нью-Йорку керівник ООН Крісджен Авасарала допитує захопленого оперативника Альянсу зовнішніх планет (АЗП), войовничої групи Белтер, про контрабанду стелс-технологій. На шляху до Церери льодовоз «Кентербері» отримує сигнал лиха від вантажного судна «Скопулі». В.о. головного офіцера Джиму Голдену наказано очолити рятувальну місію разом із судновим інженером Наомі Нагатою, механіком Амосом Бертоном, пілотом Алексом Камалем і медиком Шедом Гарві. Вони знаходять корабель порожнім, за винятком передавача лиха. Але коли їхній човник повертається до «Кентербері», корабель-невидимка знищує льодовоз ядерними торпедами. |            |                                            |                 |                                         |                    |                                |                |                |
| 2 | 2          | «The Big Empty» «Велика пустка»            | Террі Макдона   | Тай Франк; Даніель Абрахам; Марк Фергус | 15 грудня 2015     | Буде оголошено                 | Буде оголошено | Буде визначено |
| На Церері Міллер розслідує крадіжку води, яка тепер видається обмежено через те, що «Кентербері» не повернувся. У квартирі Джулі Мао Міллер знаходить підказки — що дозволило їй переміститися на борт «Скопулі». На Землі Авасарала відправляє підозрюваного полоненого АЗП на Місяць після того, як її начальник, заступник міністра Садавір Еррінрайт, не схвалює тортури силою тяжіння, але полонений вчиняє самогубство. У поясі астероїдів шатл з «Кентербері» пошкоджений уламками від руйнування льодовоза. Використавши останню частину повітря, ті, хто вижив, будують імпровізовану антену, щоб подати сигнал лиха. На сигнал відповідає флагман ВКС Марсіанської Конгресової Республіки (МКР) «Донаджер». Після того, як Нагата ідентифікує транспондер лиха на борту «Скопулі» як такий, що використовує марсіанську військову технологію, Голден транслює повідомлення про це в Сонячну систему — страхування від смерті як незручних свідків. |            |                                            |                 |                                         |                    |                                |                |                |
| 3 | 3          | «Remember the Cant» «Запам'ятайте Канта»   | Джефф Вулноу    | Тай Франк; Даніель Абрахам; Марк Фергус | 22 грудня 2015     | Буде оголошено                 | Буде оголошено | Буде визначено |
| Трансляція Голдена викликала протести на Церері, а АЗП звинуватила Марс у знищенні «Кентербері». Під час заворушень на партнера Міллера Гейвлока нападають, завдають поранень, і вбивають людину з псевдонімом «Nightbandit31», з якою Мао спілкувалася. На Землі Авасарала перевіряє свою теорію про те, що за атакою стоїть Марс. Вона передає інформацію про передачу марсіанських стелс-технологій АЗП. За панічною реакцією вона робить висновок, що Марс не відповідальний, а хтось інший хоче розпочати війну. На борту марсіанського військового корабля «Донаджер» уцілілих із «Кентербері» затримують і допитують, Нагату підозрюють у причетності до сплячої мережі АЗП. Іще більше ускладнює ситуацію те, що невпізнаний корабель летить до «Донаджера», ігноруючи всі запити відвернути або ідентифікувати себе. |            |                                            |                 |                                         |                    |                                |                |                |
| 4 | 4          | «CQB» «Ближній бій»                        | Джефф Вулноу    | Тай Франк; Даніель Абрахам; Марк Фергус | 29 грудня 2015     | Буде оголошено                 | Буде оголошено | Буде визначено |
| На Церері Міллер ідентифікує мертву «Nightbandit31» як Бізі Бетіко. Але згодом виявляє, що справжня Бетіко жива. Потім Міллер дізнається, що загиблий був брокером даних із кількома підробленими електронними ідентифікаторами та імплантованим зашифрованим пристроєм зберігання даних. У поясі астероїдів переслідувачі «Донаджера» ідентифіковані як шість кораблів того типу, що атакували «Кентербері», і відкривають вогонь по «Донаджеру». Несподівано через технологічні відмінності марсіанський корабель серйозно пошкоджений, а Шед Гарві обезголовлений пострілом з рейкової гармати. Під час посадки на «Донаджер» вцілілий екіпаж «Кентербері» евакуювали за наказом капітана марсіанського корабля, сподіваючись врятувати Голдена як свідка нападу. Екіпаж ледве втікає на борту фрегата з «Донаджера», безпосередньо перед тим, як корабель самоліквідується, щоб уникнути захоплення. Далеко від битви, на станції Тіхо, за дорученням Церкви Ісуса Христа Святих Останніх Днів будується величезний корабель поколінь «Nauvoo». Керівник станції Фред Джонсон, який має зв'язки з АЗП, направляє датчики «Наву» на битву. |            |                                            |                 |                                         |                    |                                |                |                |
| 5 | 5          | «Back to the Butcher» «Назад до М'ясника»  | Роберт Ліберман | Тай Франк; Даніель Абрахам; Марк Фергус | 5 січня 2016       | Буде оголошено                 | Буде оголошено | Буде визначено |
| За відсутністю варіантів вцілілі на «Кентербері» приймають пропозицію Фреда Джонсона приєднатися до нього на станції Тіхо, і з його допомогою модифікують транспондер корабля. «Кентербері» перейменовано у «Росінант» — щоб приховати той факт, що це марсіанський військовий корабель. Флешбек показує, як Джонсон став «м'ясником станції Андерсон» одинадцять років тому. Будучи полковником морської піхоти ООН, він керував штурмом станції, зайнятої протестуючими шахтарями. Загін убив всіх, незважаючи на їхні спроби здатися. На Церері Міллер знаходить докази зв'язку Джулі Мао з АЗП, яка намагається завербувати його через свого місцевого агента Андерсона Доуза. Виходячи з квартири Джулі із чіпом, Міллера викрадають невідомі. |            |                                            |                 |                                         |                    |                                |                |                |
| 6 | 6          | «Rock Bottom» «Рок Боттом»                 | Роберт Ліберман | Тай Франк; Даніель Абрахам; Марк Фергус | 12 січня 2016      | Буде оголошено                 | Буде оголошено | Буде визначено |
| На Церері Міллера допитують і катують Доуз, намагаючись дізнатися, що він дізнався про Джулі. Міллер тікає разом із колегою-офіцером Октавією Мусс і виявляє приховану інформацію в схованому кубі даних. Розкривши його відкриття босові, вона звільняє Міллера та забирає всю інформацію щодо справи. Авасарала хоче мати шпигуна на станції Тіхо та вдається до вимагань, щоб добитися свого. Голден і команда прибувають на станцію Тіхо. Фред Джонсон планує використати свідчення Голдена для легітимності в ООН. Голден укладає непростий союз, ділячись усім, що він знає про знищення «Кентербері» та «Донаджера». Джонсон, здається, переконаний, що ні Земля, ані Марс не стоять за атаками. Змінивши дані «Росінанта» під простий газовий транспортер, вони вирушили на Ерос, щоб забрати потенційного вцілілого зі «Скопулі». |            |                                            |                 |                                         |                    |                                |                |                |
| 7 | 7          | «Windmills» «Вітряки»                      | Білл Джонсон    | Тай Франк; Даніель Абрахам; Марк Фергус | 19 січня 2016      | Буде оголошено                 | Буде оголошено | Буде визначено |
| Під час візиту до батьківського будинку Голдена в Монтані Авасарала дізнається про неспокійне дитинство Джеймса та отримує деяке уявлення про його останні рішення. По дорозі до Ероса екіпаж «Росінанта» надто пізно усвідомлює, що Кензо, шпигун зі станції «Тіхо», знаходиться на борту і випадково привертає увагу марсіанського патруля. Кензо допомагає отримати кодову книгу MCRN із корабельного сейфа. За допомогою кількох кодових слів патруль відступає, вважаючи, що «Росінант» — це корабель марсіанських оперативників. Міллер відправляється з Церери до Еросу із новою частиною таємничої головоломки Джулі Мао. |            |                                            |                 |                                         |                    |                                |                |                |
| 8 | 8          | «Salvage» «Порятунок»                      | Білл Джонсон    | Тай Франк; Даніель Абрахам; Марк Фергус | 26 січня 2016      | Буде оголошено                 | Буде оголошено | Буде визначено |
| «Росінант» прибуває до свого справжнього пункту призначення, астероїда з координатами, заданими Фредом Джонсоном, і виявляє «Анубіс», корабель-невидимку, який знищив «Кентербері». Корабель порожній, за винятком таємничої органічної речовини, що розповсюджується і покриває корабельний реактор. Вони знищують корабель-невидимку, а потім прямують до Ероса, щоб знайти вцілілого зі «Скопулі» під кодовою назвою Лайонел Поланскі, який утік з «Анубіса» на ксмічному човнику. Міллер також шукає Поланскі, ідентифікуючи її як Джулі Мао. Прибувши до Ероса, Голден та його команда потрапляють у засідку біля готелю, де зупинився Поланскі, з боку групи чорних операцій ООН (за сигналом Кензо та уповноваженого Еррінрайта), але їх рятує Міллер. Після об'єднання команда Голдена та Міллер вирушають назустріч Джулі Мао, але знаходять її мертвою, зараженою речовиною з «Анубіса». |            |                                            |                 |                                         |                    |                                |                |                |
| 9 | 9          | «Critical Mass» «Критична маса»            | Террі Макдона   | Тай Франк; Даніель Абрахам; Марк Фергус | 2 лютого 2016      | Буде оголошено                 | Буде оголошено | Буде визначено |
| Події, що призвели до зараження Джулі Мао невідомою біологічною небезпекою на «Анубісі» та її жахливої смерті в готельному номері на Еросі, розкриваються у спогаді. Фред Джонсон транслює докази того, що кораблі-невидимки були побудовані на Землі. Після того, як Міллер і команда «Росінанта» втекли з готелю, Дрезден (вчений, який працює на батька Джулі, Жуля-П'єра Мао) знаходить і вивчає тіло Джулі, та збирає її заражену кров. Під прикриттям вибуху корабля та витоку радіації найманці, вірні Мао, закривають Ерос та зганяють бідних громадян у радіаційні сховища після того, як заразили їх кров'ю Джулі. Більшість екіпажу «Росінанта» повертається на корабель, а Міллер і Голден відправляються досліджувати укриття. Виявивши справжнє призначення сховищ як інкубаторів для інфекції, коли всі всередині мертві або вмирають, вони також отримують смертельну дозу радіації. |            |                                            |                 |                                         |                    |                                |                |                |
| 10 | 10         | «Leviathan Wakes» «І прокинеться Левіафан» | Террі Макдона   | Тай Франк; Даніель Абрахам; Марк Фергус | 2 лютого 2016      | Буде оголошено                 | Буде оголошено | Буде визначено |
| Міллер і Голден — які страждають від променевої хвороби — та команда «Росінанта» розлучаються через дедалі жахливішу ситуацію на Еросі. Вони вважають, що змовники, які стоять за кораблями-невидимками, використовують населення як продукт живлення для «протомолекулярної» інфекції. Міллер починає бачити галюцинації Джулі Мао. Амос вбиває друга Міллера, інспектора Сематімбу, після того, як він тримає Нагату під прицілом, коли вона відмовляється запускати «Росінант» без Голдена. Міллер і Голден добираються до корабля, який втікає, і їх лікують від променевої хвороби. На Землі розслідування Авасарали припиняє Еррінрайт, який є частиною змови Мао. На Еросі шпигун ООН Кензо залишається поглинутим протомолекулами, що швидко просуваються в колонію. |            |                                            |                 |                                         |                    |                                |                |                |